# Skrito v raju
Skrito v raju je slovenska televizijska serija, ki je bila na sporedu vsak teden, od ponedeljka do četrtka, ob 20. uri na POP TV. Dogajanje je postavljeno v kamp ob morju v Novigradu.

## Sezone
| Sezona | Sezona | Epizode | Začetek          | Konec          |
| ------ | ------ | ------- | ---------------- | -------------- |
|        | 1.     | 75      | 5. februar 2024  | 20. maj 2024   |
|        | 2.     | 75      | 17. februar 2025 | 10. junij 2025 |

## Vsebina
Dogajanje je postavljeno na obalo, natančneje v istrski kamp Paradiso, kamor se zatekajo junaki serije v času poletja. V ospredju je ljubezenska zgodba študenta medicine Marka (Matej Zemljič) in okoljevarstvenice Lare (Gaja Filač). Slednji je pred petimi leti v morski nesreči umrl oče, kar pomembno vpliva na zgodbo. Mark izhaja iz dobro situirane zdravniške družine, a v ozadju se skriva tragična preteklost in mnogo skrivnosti. Vplete se še medicinska mafija, katere cilj je privatizacija zdravstva.

## Igralci
| Igralec/-ka           | Vloga                                                                           | Sezona |
| --------------------- | ------------------------------------------------------------------------------- | ------ |
| Družina Steiner       |                                                                                 |        |
| Matej Zemljič         | Mark Steiner, študent medicine                                                  | 1-2    |
| Aleš Valič            | Edvard Steiner, Markov ded, ugleden lepotni kirurg, lastnik Steiner klinike     | 1-2    |
| Sabina Kogovšek       | Julija Steiner, Edvardova hči in Markova mati, direktorica Steiner klinike      | 1-2    |
| Blaž Valič            | David Kramarič, partner Nade Bučar, Julijin bivši mož, informatik               | 1-2    |
| Mei Rabič             | Ela Kramarič, Julijina in Davidova hči                                          | 1-2    |
| Družina Dolenc        |                                                                                 |        |
| Gaja Filač            | Lara Dolenc, okoljevarstvenica                                                  | 1-2    |
| Tanja Potočnik        | Jana Dolenc, Larina mati, slikarka                                              | 1-2    |
| Aleksandra Balmazović | Nada Bučar, Janina sestra, psihoterapevtka                                      | 1-2    |
| Družina Kovač         |                                                                                 |        |
| Vesna Pernarčič       | Meri Kovač, kozmetičarka                                                        | 1-2    |
| Gaber Trseglav        | Frenk Kovač, Meriin mož, mesar                                                  | 1-2    |
| Mila Peršin           | Saška Kovač, njuna hči, Dinova punca in mama Tonija                             | 1-2    |
| Patrik Novak          | Kevin Kovač, njun sin                                                           | 1-2    |
| Ostali                |                                                                                 |        |
| Primož Vrhovec        | Renato Stražar, varnostni svetovalec in nekdanji agent, Inesin mož              | 1-2    |
| Sandra Debelak        | Ines Stražar, Renatova žena, maserka                                            | 1      |
| Alen Šalinović        | Hrvoje Hrvatin, lastnik kampa Paradiso                                          | 1-2    |
| Matino Antunović      | Dino Hrvatin, Saškin partner, Hrvojev nečak in Larin bivši fant                 | 1-2    |
| Matija Rupel          | Urban Pečnik, predstavnik medicinske mafije, Bojanov zaposleni                  | 1-2 †  |
| Valter Dragan         | Bojan Božič, Big Boss, BB, Urbanov nadrejeni in minister za zdravje, Markov oče | 1-2 †  |
| Melani Mekicar        | Nina, Larina najboljša prijateljica, natakarica                                 | 1-2    |
| Miha Rodman           | Borut, Frenkov sosed, vodja lokala Pasaža                                       | 1-2    |
| Jaša Jamnik           | Vlado, Pečnikov kader, novinar                                                  | 1-2    |
| Maja Zupan            | Petra, Julijina tajnica in osebna asistentka                                    | 1-2    |
| Zala Djurić           | Mia Šarić, Markova bivša punca                                                  | 1-2    |
| Aleksandar Cvjetković | Damir Šarić, Hrvojev kolega in investitor                                       | 1      |
| Matic Valič           | Matej Kotnik, novi poslovni direktor Steiner klinike                            | 1      |
| Dean Kikec            | Julijin zasebni detektiv                                                        | 1      |
| Barbara Jakopič       | Branka Tavčar, upokojena medicinska sestra Steiner klinike                      | 1 †    |
| Vesna Ponorac         | Tadeja, tajnica Urbana Pečnika in Bojana Božiča                                 | 1-2    |
| Bojan Maroševič       | Stane Jamnik, Edvardov prijatelj, vplivni politik in nekdanji minister          | 1-2 †  |
| Aliash Tepina         | Črt, Janin bivši partner, slikar                                                | 1-2    |
| Uroš Smolej           | Roman Novak, Julijin nekdanji šef, direktor podjetja Farmakiss                  | 2      |
| Bernarda Oman         | Erika Jamnik, žena Staneta Jamnika                                              | 2      |
| Nina Rakovec          | Sanja Jamnik, Stanetova in Erikina hči                                          | 2      |
| Domen Novak           | Žan Vitré, Ninin bivši fant                                                     | 2      |
| Damjan Trbovc         | Pečnikov in Božičev operativec                                                  | 2      |
| Žiga Udir             | Leon Mirt, dermatolog na Steiner kliniki, Larin fant                            | 2      |
| Saša Pavček           | Helena Mirt, Leonova mati, kmetica na farmi Pr'Mirtovc                          | 2      |
| Matija Vastl          | zdravnik intenzivne nege Edvarda Steinerja                                      | 2      |
| Jakob Šfiligoj        | Bine, pomočnik v mesnici Kovač                                                  | 2      |
| Rok Vihar             | Iztok, Julijin sošolec, državni tožilec                                         | 2      |
| Špela Škofic          | Pia, Saškina prijateljica                                                       | 2      |

## Predvajanje

### Slovenija
| Epizode     | Dnevi predvajanja  | Ura   |
| ----------- | ------------------ | ----- |
| 1. SEZONA   |                    |       |
| 1.–25. del  | ponedeljek–petek   | 20.00 |
| 26.–29. del | torek–petek        | 20.00 |
| 30.–74. del | ponedeljek–petek   | 20.00 |
| 75. del     | ponedeljek         | 20.00 |
| 2. SEZONA   |                    |       |
| 1.–45. del  | ponedeljek–petek   | 20.00 |
| 46.-73. del | ponedeljek–četrtek | 20.00 |
| 74.-75. del | ponedeljek–torek   | 20.00 |

### Hrvaška
Od 13. maja 2024 se serija v večernem terminu ob 20.15 predvaja tudi na hrvaški komercialni televiziji RTL Hrvaška.

## Produkcijska ekipa
Scenarij
- Andreja Virk Žerdin
- Boštjan Tadel
- Nina Zupančič
- Martin Horvat

Režija
- Nikolaj Vodošek
- Jaka Šuligoj
- Rahela Jagrič Pirc
- Rok Hvala

Glavni direktor fotografije
- Miloš Srdić

Direktorja fotografije
- Marko Hutter
- Gregor Kitek

Scenografka
- Špela Jelovčan

Oblikovalka maske
- Anja Godina

Kostumografka
- Tanja Škrbić Birgmajer

Snemalec zvoka
- Grega Švabič

Oblikovanje zvoka
- Kreativist

Vodja postprodukcije
- Dušan Jakič

Montažerji
- Dušan Jakič
- Jure Klavora
- Katarina Šedlbauer
- Sara Gjergek

Urednik serije
- Dejan Krupić

Izvršni producent
- Bine Bizelj

Producentka serije
- Maja Rožman

Nadzorni producent
- Igor Godina

Kreativna producentka
- Katja Černela